# Покосный (приток Левашки)
Покосный — ручей в России, протекает по территории Идельского сельского поселения Сегежского района и Летнереченского сельского поселения Беломорского района Республики Карелии. Длина ручья — 10 км.

## Физико-географическая характеристика
Ручей берёт начало из ламбины без названия и далее течёт преимущественно в северо-западном направлении по заболоченной местности.
Устье ручья находится на высоте 50 м над уровнем моря в 1,7 км по левому берегу реки Левашки.
Населённые пункты на ручье отсутствуют.
Код объекта в государственном водном реестре — 02020001312102000006802.